# Franz-Michael Deimling

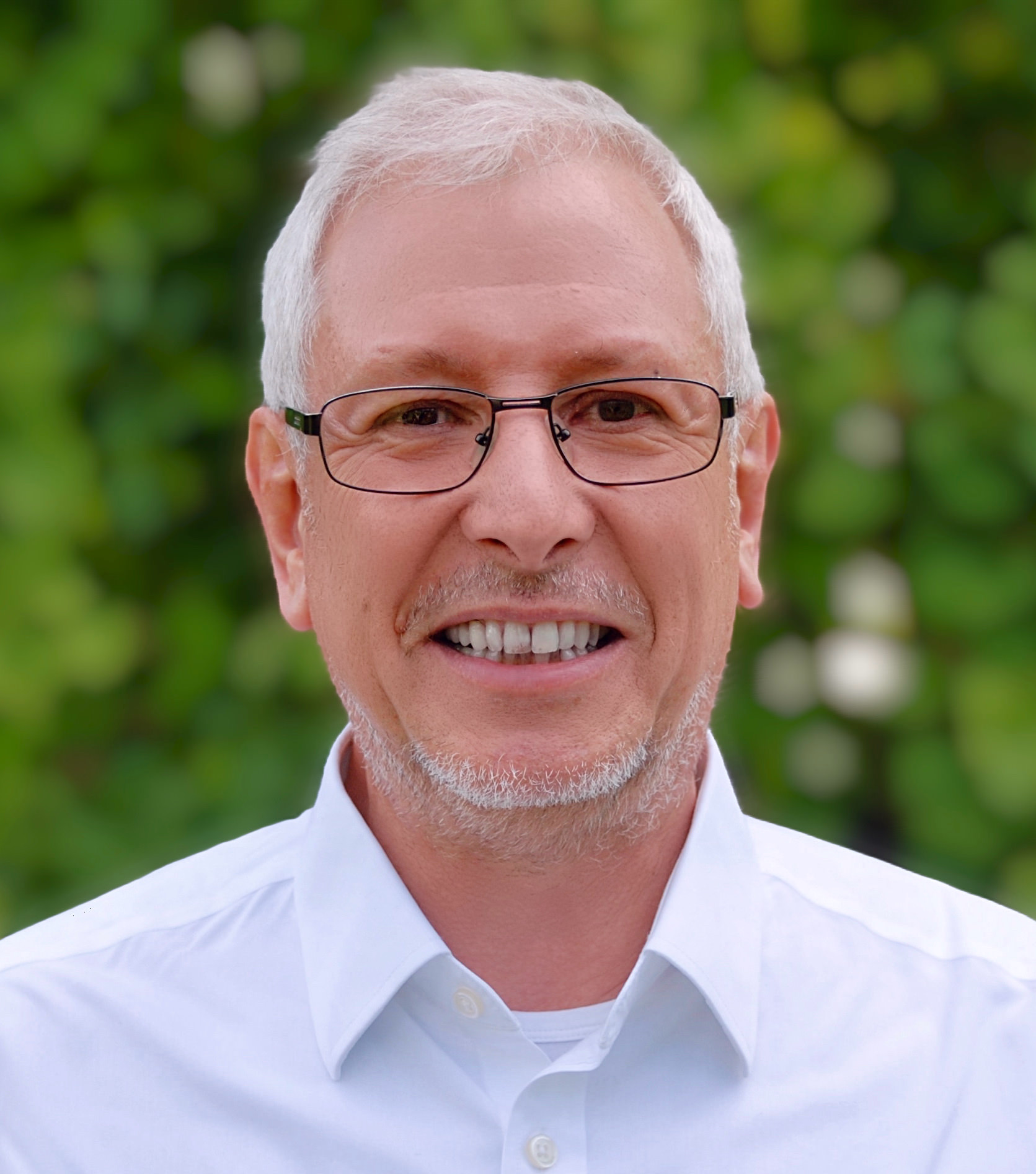
Franz-Michael Deimling (2021)

Franz-Michael Deimling (* 14. Juni 1953 in Schwelm) ist ein deutscher Musikpädagoge und Komponist.

## Leben
Deimling studierte Musikwissenschaften bei Maria-Elisabeth Brockhoff an der Universität Münster und Allgemeine Musikerziehung bei Reinhard Lüttmann an der „Abteilung Münster“ der Hochschule für Musik Detmold. Zudem studierte er Tonsatz bei Harry Höfer und Klavier bei Michael Leslie und absolvierte den Lehrgang „Führung und Leitung einer Musikschule“ des Verbandes deutscher Musikschulen.  Anschließend war Deimling von 1980 bis 1988 als Leiter der Musikschule Roxel tätig. Von 1988 bis 2020 leitete er die Kreismusikschule Plön. 1982 entwickelte er das „Instrumentenkarussel“ als Unterrichtsmodell, bei dem Kinder in kleinen Gruppen durch den Wechsel der Instrumente mehrere Musikinstrumente kennenlernen, das er beim Musikschulkongress in Osnabrück vorstellte und das heute an vielen Musikschulen zur Anwendung kommt.
Deimling war bis Mitte 2023 stellvertretender Vorsitzender des Landesverbandes der Musikschulen in Schleswig-Holstein. Er ist Mitglied der Lehrplankommission Violine und Fachberater für Musiktheater und Digitales beim Verband deutscher Musikschulen und war Mitglied der VdM-Initiative „Pro-Kontrabass“. Er ist zudem Vorsitzender des Vereins Freunde der Joseph Schmidt Musikschule Treptow-Köpenick e.V. Deimling ist Vorstandsmitglied im Landesverband Berlin des Deutschen Komponist:innenverband und Sprecher der Delegierten der außerordentlichen Mitglieder in der GEMA in der Kurie Komponisten.

## Wirken als Komponist
Deimling komponierte zahlreiche Werke für Orchester mit Soloinstrument sowie Solo-Werke für verschiedene Instrumente (zum Beispiel für Klavier, Streicher, Holz- und Blechblasinstrumente, Gitarre, Harfe, Orgel, Marimba und Schlaginstrumente, darunter auch Übungsstücke für den Musikunterricht), Kammermusik für verschiedene Formationen und Werke für Orchester. Seine Werke wurden unter anderem veröffentlicht beim Kasseler PAN Verlag, Verlag Neue Musik, Verlag Heinrichshofen & Noetzel, Joachim Trekel Musikverlag Hamburg, Lyra Musikverlag Münster, AMA Verlag und beim Musikverlag Deimling.

## Werke (Auswahl)

### Werke für Orchester mit Soloinstrument
- Drei Intermezzi für Klavier und Orchester (2017)
- Concertino für Oud und Orchester (2017)
- Konzert für Klavier und Orchester Nr. 1 (2018)
- Konzert für Viola und Orchester (2018)
- Konzertstück für zwei Violoncelli und Streichorchester (2018)
- Doppelkonzert für Klarinette, Klavier und Orchester (2019)
- Konzert für Klavier und Orchester Nr. 2 (2021)

### Werke für Orchester
- Erste Plöner Musik (2014)
- Sinfonietta (2016)
- Miniaturen für Orchester (2015)
- Neue Stücke für das Junior-Orchester (2015)
- Triple Jump für Klavier und Streichorchester (2017)
- Streichsextett für Streichorchester (2017)
- Kanon an D für Streichorchester (2019)
- Sinfonie Nr. 1 (2021)
- Vocalise für vierstimmigen Kinderchor und Orchester (2021)

### Kammermusik/Kleinere Ensembles
- Pusteblumen Leichte, kurze Stücke für Bläserklassen (2014)
- Kaleidoskop für zwei Violinen und Klarinette (2016)
- Klarinettenquartett (2016)
- Saiten.City für fünfstimmiges Gitarrenenorchester (2017)
- Harpe Diem für fünfstimmiges Harfen-Orchester (2017)
- Fünfholz – Quintett für Blockflötenquartett und Marimba (2017)
- Tuba-Quartett (2017)
- Klarimba für Klavier und Marimba (2017)
- Tutto battuto für fünf Schlagzeuger (2018)
- Basso flautinuo für zwei Blockflöten und Kontrabass (2018)
- Prinzenhaus-Pastiche für Blockflöten, Pauken, Gitarre und Streicher (2018)
- Insel-Bagatellen für vierstimmiges Gitarrenorchester (2018)
- Drei Mörike-Miniaturen für Flötenquintett mit obligater Stimme (2019)
- Legende für Violine und Orgel (2019)
- Vier Nuancen für Violine und Kontrabass (2019)
- Fünf Fantasiestücke für Trompete, Violine und Violoncello (2019)
- Fünf Duos für Viola und Schlaginstrumente (2020)
- Dreierlei für Flöte, Posaune und Schlaginstrumente (2021)
- GiVib Now für Gitarre und Vibraphon (2021)
- Violinquartett g-moll (2022)
- Divertimento für Gitarre und Klavier (2022)
- Celleidoskop (2022)

### Werke für einzelne Instrumente
- Durch alle Kontinente Eine musikalische Weltreise mit Tieren, 7 Spielstücke für 2 Klavierspieler (1979)

- Miniaturen für Kontrabass und Klavier (2002)
- Sait‘ an Sait‘ 25 sehr leichte Gitarrenduos und -trios (2014)

- Märchenbilder für Kontrafagott (2016)
- Harfenträume (2016)
- Drei Klangstücke für Carillon (2017)
- 10 Rumänische Legenden für Violine solo (2018)
- Moll zu zweit – 12 Stücke in allen Molltonarten. Klavier zu 4 Händen (2018/2019)
- Selbstgespräche für Violoncello und Klavier (für eine Spielerin) (2019)
- Drei Skizzen für Altflöte solo (2020)
- Strandgut für Bassflöte solo (2021)
- Klavierbuch für Mila Sophie (2021)
- Gitarra – Vier Konzertstücke für Gitarre (2022)
- Carillonore – Vier Klangstücke für Carillon (2021)
- Klanavirio – Fünf Konzertstückchen für Klavier (2021)
- 12 Melodische Spielstücke für Violoncello-Duo (2021)
- Start am Bass – 24 Kontrabass-Duos und -Trios mit Leersaitenstimme (2021)
- Eutiner Etüden 12 Konzertstücke für Klavier (2022)
- Streichfähig – gesalzen und ungesalzen – 5 Stücke für Violoncello-Duo (2022)